# L'Oiseau de proie
L'Oiseau de proie est un roman français de Gaston Chérau publié en 1913. Il décrit la vie d'un domaine des Landes de Gascogne, dans l'ouest du département de Lot-et-Garonne, où l'exploitation des pins maritimes est menacée par la haine que voue l'un des résiniers aux propriétaires et aux autres employés du domaine.
L'intrigue de ce roman précède chronologiquement celle du Remous, publié un an après en volume, succédant à une parution groupée des deux ouvrages en feuilleton en 1909-1910.

## Résumé

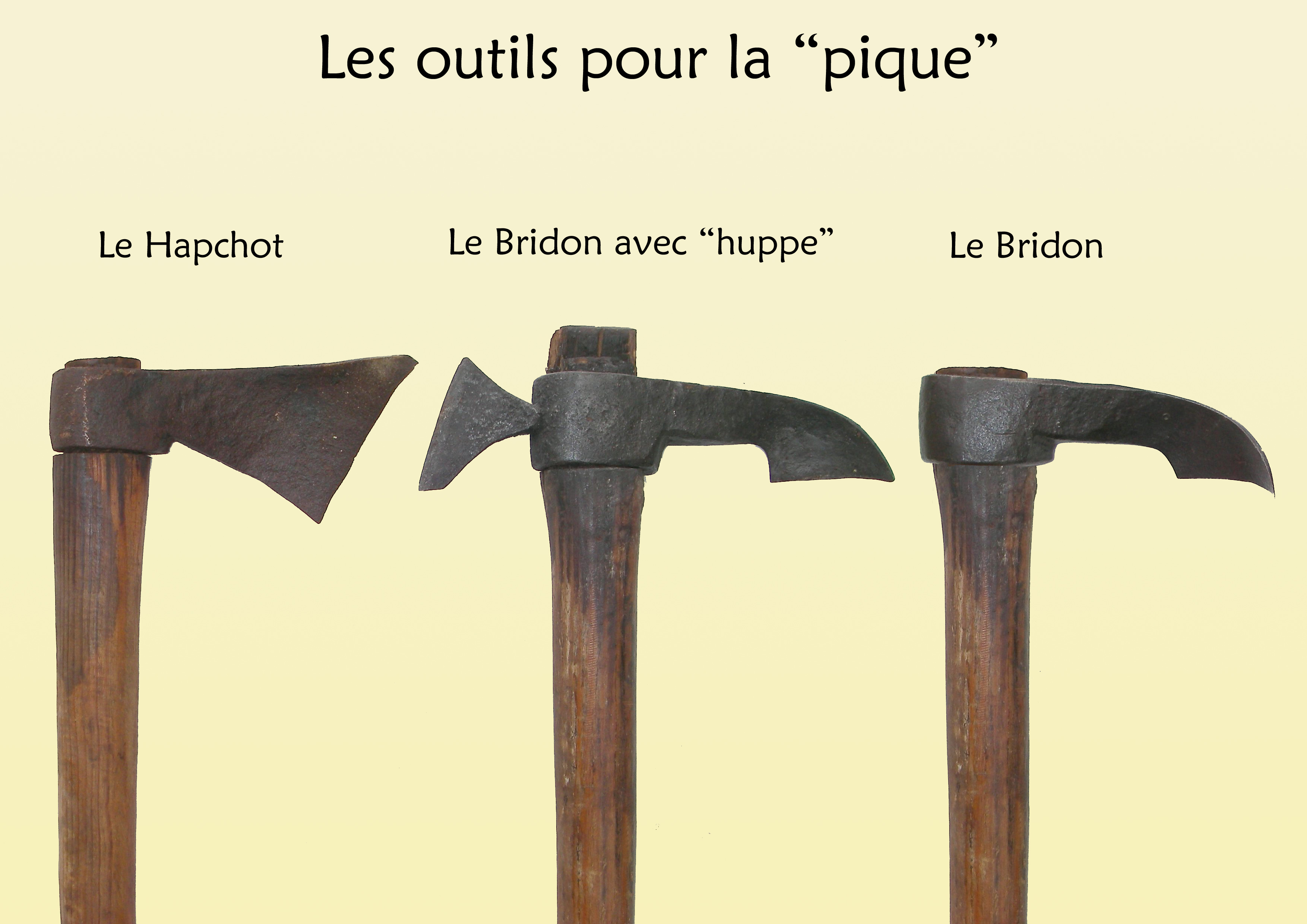
Outils de gemmage.

Michéou est valet au château de Quatreloup dans l'est de la forêt des Landes, non loin de Réaup-Lisse (Lot-et-Garonne). L'exploitation tire sa richesse de la gemme.
Morineau, un résinier du domaine arrivé de sa Vendée natale, ne fait rien pour s'intégrer à ce milieu très fermé des Landais qui, de leur côté, ne le reconnaissent pas comme l'un des leurs. Bien au contraire, par jalousie, il multiplie les méfaits contre ses patrons depuis qu'il sait que Jeanne Geoffroy, la fille du régisseur, est amoureuse de Lucien Gavignon, beau-fils du propriétaire ; c'est ainsi qu'il tue l'un des chiens de la meute, qu'il apprend à lou Péricléro, un pauvre fou, à égorger des animaux en l'enivrant et qu'il introduit un chien enragé dans l'étable du château. Mais personne n'ose vraiment affronter Morineau de crainte que celui-ci, dans une vengeance suprême, ne mette le feu aux pinèdes.
Dans ce monde clos s'engage alors, entre le fidèle Michéou et Morineau, une lutte sans merci, alternant haine ostensible et fausses réconciliations, qui va jusqu'aux tentatives d'assassinat de part et d'autre.

## Personnages principaux
- Le comte d'Arbot, propriétaire forestier à Quatreloup ;
- Lucien Gavignon, beau-fils du comte d'Arbot ;
- Michéou, valet à Quatreloup, notamment responsable de la meute ;
- Geofroy, régisseur de Quatreloup ;
- Jeanne, fille de Geofroy ;
- Morineau, résinier à Quatreloup.

## Éditions
L'Oiseau de proie et Le Remous paraissent en feuilleton, sous le titre unique Le Remous dans le quotidien Le Matin, entre le 6 novembre 1909 et le 23 avril 1910. C'est à l'occasion de la parution en volume que l'œuvre sera scindée en deux.
- L'Oiseau de proie, Paris, Calmann-Lévy, 1913, 318 p. (édition originale) ;
- L'Oiseau de proie, Paris, Plon, 1924, 222 p..

## Analyse de l'œuvre
Gaston Chérau possède dès 1903 une propriété sur la commune de Sos (Lot-et-Garonne). Des parties de chasse et l'observation des habitants et des paysages lui inspirent l'idée du roman qui se déroule dans cette partie du département et dont le pays landais devient lui-même un personnage à part entière.
L'intrigue simple du roman — une jalousie amoureuse dégénérant en haine et en volonté destructrice — est ponctuée par de nombreux rebondissements destinés à garder le lecteur en haleine, disposition imposée par la parution initiale sous forme de feuilleton et traduisant les qualités d'écriture théâtrale de Chérau. La tension née de la dure existence des habitants dans ces forêts de pins où le feu est une terreur de tous les instants évolue en folie, thème omniprésent dans les romans de Gaston Chérau, et en hystérie collective.
Le roman, dont la sincérité de ton satisfait son auteur, est pourtant moins bien reçu par la critique que certaines de ses autres œuvres .

## Pour en savoir plus